# Georg Donatus av Hessen
Georg Donatus, arvstorhertig av Hessen, Georg Donatus Wilhelm Nikolaus Eduard Heinrich Karl, född 8 november 1906, död 16 november 1937, var överhuvud för Huset Hessen 1937.
Han var äldste sonen till Ernst Ludvig av Hessen och Eleonore av Solms-Hohensolms-Lich.
Den 1 maj 1937 gick Georg och hustrun Cecilia båda med i Nazistpartiet.

## Giftermål och barn
Den 2 februari 1931 i Darmstadt gifte sig Georg med sin kusindotter prinsessan Cecilia av Grekland och Danmark, dotter till prins Andreas av Grekland och Danmark (1882-1944) och prinsessan Alice av Battenberg (1885-1969), ett barnbarnsbarn till drottning Victoria och prins Albert. De fick fyra barn:
1. Prins Ludwig av Hessen (1931-1937), dog i flygolycka.
2. Prins Alexander av Hessen (1933-1937), dog i flygolycka.
3. Prinsessan Johanna av Hessen (1936-1939), dog i hjärnhinneinflammation.
4. dödfödd son (1937).

## Död
I oktober 1937 dog Georg Donatus far, storhertig Ernst Ludwig. Några veckor efter begravningen skulle Ernst Ludvigs yngre son prins Ludvig gifta sig med Margaret Geddes. Den 16 november 1937 flög Georg Donatus, Cecilia, deras två unga söner, Georgs mor storhertiginnan Eleonore, barnsköterskan, en vän till familjen, en pilot och två besättningsmän från Darmstadt till Storbritannien, där prins Ludvig skulle gifta sig. Flygplanet träffade en fabriksskorsten nära Oostende och havererade. Alla som var ombord dödades. 
Cecilia var gravid med parets fjärde barn. Fostret hittades i flygplansvraket vilket tyder på att hon fått värkar vid flyghaveriet. Den ende överlevande i familjen var Johanna som inte var med i planet. Johanna adopterades av sin farbror prins Ludvig och hans hustru Margaret. Prinsessan Johanna dog dock två år senare av hjärnhinneinflammation.